# Van Earl Wright
Van Earl Wright es un comentarista deportivo estadounidense con más de 20 años de experiencia local y nacional. 
Graduado de la Universidad de Carolina del Sur, Wright es conocida por su estilo sencillo y popular, que refleja sus raíces sureñas. Su saludo característico es "Hellllooooo Everybodyy".
Hasta el verano de 2007, fue parte del equipo de presentadores de FSN Final Sport, en Fox Sports Net. Durante su estancia en FSN, fue distinguido por su apoyo incondicional y por su adulación hacia Kobe Bryant, de los LA Lakers. Wright también ha sido presentador en CNN Headline News y CNN/Sports Illustrated, que juntas suman la estancia más larga de su carrera en una cadena. También copresentó el programa Morning Extravaganza, de Fox Sports Radio. 
A pesar de que nunca fue mostrado en directo, su voz se convirtió algo caracterisitco de los titulares deportivos de las noticias durante la década de 1980, especialmente por su pronunciación alargada de ' 'Los An-ge-leees'. Al final de su estancia, comenzó a leer su clásica y simple frase de despedida ("Soy Van Earl Wright, CNN Headline Sports") con una serie de puntos de inflexión cada vez más estrambóticos. Su espacio era seguido en directo por Larry King y Al Michaels, entre otros. En una emisión de CNN Headline sports dijo lo siguiente sobre el ex-lanzador profesional con sobrepeso Sid Fernández, "Sick....and I mean SICK Sid Fernández!" (Juego de palabras que se pierde con la traducción, dada la similitud fonética entre Sick y Sid, significando la primera enfermo o morboso, y la segunda el nombre del aludido).
A Wright le encantaba cubrir el baseball. Algunas de sus coletillas más conocidas fueron: "DEE--EEP. Over the wall in RIGHT field.". Y tras un lanzamiento de vuelta a la segunda base, con un tono realmente inexpresivo: "Right. Back. Up The Middle."
Wright también trabajó en Beaumont, Texas como comentarista deportivo durante los fines de semana para KBMT, y más tarde en Detroit, de nuevo como comentarista deportivo, tanto en WDIV, la cadena televisiva local afiliada de la NBC, y como presentador de un breve programa del mediodía en la cadena de radio deportiva WDFN-AM. 
Wright proporcionó su voz como locutor del videojuego de 3D Baseball de Crystal Dynamics, para la plataforma Sega Saturn y el juego de baloncesto Slam 'n Jam 95 de 3DO. 
Wright también proporcionó su voz para el World Championship Wrestling en los años 90, durante los segmentos promocionales de los próximos eventos en directo. 
El 22 de febrero de 2007, Wright participó en una edición especial de presentadores de Pros vs Joes en Spike TV, junto a Derrin Horton y Sal Masakela. Los "pros" a los que se enfrentaban eran el exjugador de la NBA, Rik Smits (pívot); el tenista Robby Ginepri; el exjugador de la MLB, Rob Dibble (relief pitcher) y exjugador de la NFL, Andre Rison (wide receiver). 
Wright ha tenido algunas apariciones en Ned's Declassified School Survival Guide, interpretándose a sí mismo junto a Willie Gault como periodistas deportivos y más recientemente apareció en las serie finales. 
En enero de 2008, Wright se convirtió en la voz del nuevo American Gladiators de la NBC, que es presentado por Hulk Hogan y Laila Ali. 
- Datos: Q5855216